# Яблоновка (Малинский район)
Яблоновка (укр. Яблунівка) — село на Украине, основано в 1917 году, находится в Малинском районе Житомирской области.
Код КОАТУУ — 1823486205. Население по переписи 2001 года составляет 77 человек. Почтовый индекс — 11630. Телефонный код — 4133. Занимает площадь 0,469 км².

## Адрес местного совета
11600, Житомирская область, Малинский р-н, с. Новые Воробьи